# Lonchophylla handleyi
Lonchophylla handleyi је врста слепог миша из породице Phyllostomidae.

## Распрострањење
Врста има станиште у Еквадору и Перуу.

## Станиште
Врста Lonchophylla handleyi има станиште на копну.

## Начин живота
Исхрана врсте Lonchophylla handleyi укључује нектар.

## Угроженост
Ова врста није угрожена, и наведена је као последња брига јер има широко распрострањење.

### Популациони тренд
Популациони тренд је за ову врсту непознат.